# Rathaus (Sandomir)

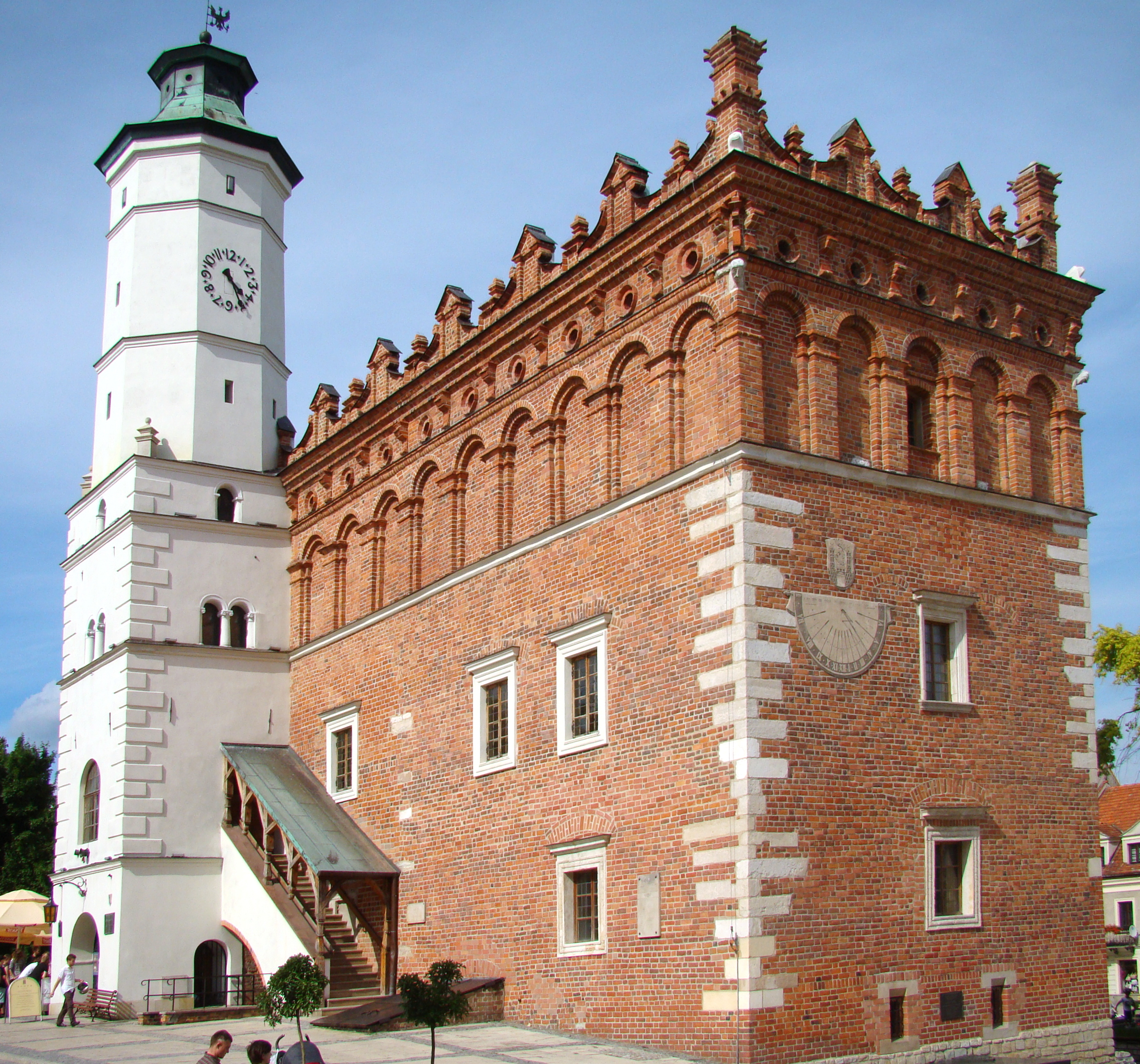
Rathaus Sandomir

Das Rathaus in Sandomir war ursprünglich ein Gebäude des Stadtrates auf dem Alten Markt von Sandomir, einer Stadt an der Weichsel in Südostpolen. Es wurde um das Jahr 1349 im gotischen Stil erbaut und Anfang des 16. Jahrhunderts im Renaissancestil umgestaltet. Heute gehört es zu den wertvollsten Baudenkmälern der Renaissance in Polen. Es beherbergt das Museum der Stadt Sandomir.

## Geschichte
Das jetzige Rathaus wurde nach dem Litauereinfall 1349 erbaut und Anfang des 16. Jahrhunderts umgebaut. Die Attika stammt von Giovanni Maria Mosca. Der frühbarocke Turm stammt aus dem Anfang des 17. Jahrhunderts. Derzeit wird das Gebäude als Museum und Standesamt genutzt.